# 第3次フランソワ・フィヨン内閣
第3次フランソワ・フィヨン内閣（だい3じフランソワ・フィヨンないかく、フランス語: Troisième Gouvernement François Fillon）は、フランソワ・フィヨンが首相に任命され、2010年11月14日から2012年5月10日まで続いたフランスの内閣である。

## 概説
フランス第五共和政下における34代目の内閣であり、ニコラ・サルコジ大統領政権下における3番目かつ最後の内閣である。

### 組閣
2010年11月13日に、第2次フィヨン内閣は総辞職した。翌14日、サルコジ大統領はフランソワ・フィヨン前首相を首相に再任して新たに組閣を命じ、第3次フィヨン内閣が成立した。
同日、サルコジ大統領はフィヨン首相の提案に基づいて新閣僚を任命し、同日20時15分、エリゼ宮殿前において、クロード・ゲアン大統領府事務総長が閣僚名簿を発表した。また、閣僚名簿は11月16日の官報に掲載された。

### 総辞職
2012年大統領選挙におけるサルコジ大統領の敗北を受けて、2012年5月10日に第3次フィヨン内閣は総辞職した。ただし、新大統領による新首相の任命まで、第3次フィヨン内閣は通常の職務を遂行することとなった。
5月15日に、フランソワ・オランドが新大統領に就任した。同日、オランド大統領はジャン＝マルク・エローを新首相に任命し、第1次エロー内閣が成立した。

## 閣僚
- 特記のない限り、2010年11月14日任命。

| 所属政党: 国民運動連合 新中道 民主運動 無所属 |

### 首相
| 職名                                          | 氏名 | 氏名                                 | 所属政党 | 所属政党     |
| --------------------------------------------- | ---- | ------------------------------------ | -------- | ------------ |
| 首相 エコロジー・持続可能開発・運輸・住宅大臣 |      | フランソワ・フィヨン François Fillon |          | 国民運動連合 |

### 国務大臣
| 職名                              | 氏名 | 氏名                                          | 所属政党 | 所属政党     | 備考                                                                 |
| --------------------------------- | ---- | --------------------------------------------- | -------- | ------------ | -------------------------------------------------------------------- |
| 国務大臣 国防・退役軍人大臣       |      | アラン・ジュペ Alain Juppé                    |          | 国民運動連合 | 国務大臣・外務・ヨーロッパ問題大臣への就任に伴い、 2011年2月27日退任 |
| 国務大臣 外務・ヨーロッパ問題大臣 |      | ミシェル・アリヨ＝マリー Michèle Alliot-Marie |          | 国民運動連合 | 2011年2月27日辞任                                                    |
| 国務大臣 外務・ヨーロッパ問題大臣 |      | アラン・ジュペ Alain Juppé                    |          | 国民運動連合 | 2011年2月27日任命                                                    |

### 大臣
| 職名                                          | 氏名 | 氏名                                                     | 所属政党 | 所属政党     | 備考                                                                     |
| --------------------------------------------- | ---- | -------------------------------------------------------- | -------- | ------------ | ------------------------------------------------------------------------ |
| 国防・退役軍人大臣                            |      | ジェラール・ロンゲ Gérard Longuet                        |          | 国民運動連合 | 2011年2月27日任命                                                        |
| エコロジー・持続可能開発・運輸・住宅大臣      |      | ナタリー・コシウスコ＝モリゼ Nathalie Kosciusko-Morizet  |          | 国民運動連合 | 2012年2月22日辞任                                                        |
| 国璽尚書 司法・自由大臣                       |      | ミシェル・メルシエ Michel Mercier                        |          | 元民主運動   |                                                                          |
| 内務・海外県・海外領土・地方自治体・移民大臣  |      | ブリス・オルトフー Brice Hortefeux                       |          | 国民運動連合 | 2011年2月27日辞任                                                        |
| 内務・海外県・海外領土・地方自治体・移民大臣  |      | クロード・ゲアン Claude Guéant                           |          | 国民運動連合 | 2011年2月27日任命                                                        |
| 経済・財務・産業大臣                          |      | クリスティーヌ・ラガルド Christine Lagarde               |          | 国民運動連合 | 2011年6月29日辞任                                                        |
| 経済・財務・産業大臣                          |      | フランソワ・バロワン François Baroin                     |          | 国民運動連合 | 2011年6月29日任命                                                        |
| 労働・雇用・厚生大臣                          |      | グザヴィエ・ベルトラン Xavier Bertrand                   |          | 国民運動連合 |                                                                          |
| 国民教育・青少年・市民生活大臣                |      | リュック・シャテル Luc Chatel                            |          | 国民運動連合 |                                                                          |
| 予算・公会計・公務員・国家改革大臣 政府報道官 |      | フランソワ・バロワン François Baroin                     |          | 国民運動連合 | 経済・財務・産業大臣への就任に伴い、 2011年6月29日退任                   |
| 予算・公会計・国家改革大臣 政府報道官         |      | ヴァレリー・ペクレス Valérie Pécresse                    |          | 国民運動連合 | 2011年6月29日任命                                                        |
| 高等教育・研究大臣                            |      | ヴァレリー・ペクレス Valérie Pécresse                    |          | 国民運動連合 | 予算・公会計・国家改革大臣・政府報道官への就任に伴い、 2011年6月29日退任 |
| 高等教育・研究大臣                            |      | ローラン・ヴォキエ Laurent Wauquiez                      |          | 国民運動連合 | 2011年6月29日任命                                                        |
| 農業・食料・漁業・農村地域・国土整備大臣      |      | ブリュノ・ル・メール Bruno Le Maire                      |          | 国民運動連合 |                                                                          |
| 文化・通信大臣                                |      | フレデリック・ミッテラン Frédéric Mitterrand             |          | 無所属       |                                                                          |
| 連帯・社会的団結大臣                          |      | ロズリーヌ・バシュロ＝ナルカン Roselyne Bachelot-Narquin |          | 国民運動連合 |                                                                          |
| 公務員大臣                                    |      | フランソワ・ソヴァデ François Sauvadet                   |          | 新中道       | 2011年6月29日任命                                                        |
| 都市大臣                                      |      | モーリス・ルロワ Maurice Leroy                           |          | 新中道       |                                                                          |
| スポーツ大臣                                  |      | シャンタル・ジュアノ Chantal Jouanno                     |          | 国民運動連合 | 2011年9月26日辞任                                                        |
| スポーツ大臣                                  |      | ダヴィド・ドゥイエ David Douillet                        |          | 国民運動連合 | 2011年9月26日任命                                                        |

### 大臣付大臣
| 職名                                                                    | 氏名 | 氏名                                             | 所属政党 | 所属政党                | 備考                                                 |
| ----------------------------------------------------------------------- | ---- | ------------------------------------------------ | -------- | ----------------------- | ---------------------------------------------------- |
| 首相付 国会関係担当大臣                                                 |      | パトリック・オリエ Patrick Ollier                |          | 国民運動連合            |                                                      |
| 経済・財務・産業大臣付 産業・エネルギー・デジタル経済担当大臣           |      | エリック・ベソン Éric Besson                     |          | 国民運動連合 進歩主義者 |                                                      |
| 国務大臣・外務・ヨーロッパ問題大臣付 協力担当大臣                       |      | アンリ・ド・ランクール Henri de Raincourt        |          | 国民運動連合            |                                                      |
| 内務・海外県・海外領土・地方自治体・移民大臣付 地方自治体担当大臣       |      | フィリップ・リシェルト Philippe Richert          |          | 国民運動連合            |                                                      |
| 国務大臣・外務・ヨーロッパ問題大臣付 ヨーロッパ問題担当大臣             |      | ローラン・ヴォキエ Laurent Wauquiez              |          | 国民運動連合            | 高等教育・研究大臣への就任に伴い、 2011年6月29日退任 |
| 国務大臣・外務・ヨーロッパ問題大臣付 ヨーロッパ問題担当大臣             |      | ジャン・レオネッティ Jean Leonetti               |          | 国民運動連合            | 2011年6月29日任命                                    |
| 労働・雇用・厚生大臣付 職業訓練・職業教育担当大臣                       |      | ナディーヌ・モラノ Nadine Morano                 |          | 国民運動連合            |                                                      |
| 内務・海外県・海外領土・地方自治体・移民大臣付 海外県・海外領土担当大臣 |      | マリー＝リュス・パンシャール Marie-Luce Penchard |          | 国民運動連合            |                                                      |
| エコロジー・持続可能開発・運輸・住宅大臣付 運輸担当大臣                 |      | ティエリー・マリアニ Thierry Mariani             |          | 国民運動連合            | 2011年6月29日任命                                    |
| エコロジー・持続可能開発・運輸・住宅大臣付 住宅担当大臣                 |      | ブノワ・アパリュ Benoist Apparu                  |          | 国民運動連合            | 2012年2月22日任命                                    |

### 副大臣
| 職名                                                                                  | 氏名 | 氏名                                            | 所属政党 | 所属政党                | 備考                                                             |
| ------------------------------------------------------------------------------------- | ---- | ----------------------------------------------- | -------- | ----------------------- | ---------------------------------------------------------------- |
| 経済・財務・産業大臣付 貿易担当副大臣                                                 |      | ピエール・ルルーシュ Pierre Lellouche           |          | 国民運動連合            |                                                                  |
| 労働・雇用・厚生大臣付 厚生担当副大臣                                                 |      | ノラ・ベラ Nora Berra                           |          | 国民運動連合            |                                                                  |
| エコロジー・持続可能開発・運輸・住宅大臣付 住宅担当副大臣                             |      | ブノワ・アパリュ Benoist Apparu                 |          | 国民運動連合            | 住宅担当大臣への就任に伴い、 2012年2月22日退任                   |
| 予算・公会計・公務員・国家改革大臣付 公務員担当副大臣                                 |      | ジョルジュ・トロン Georges Tron                 |          | 国民運動連合            | 2011年5月29日辞任                                                |
| 連帯・社会的団結大臣付副大臣                                                          |      | マリー＝アンヌ・モンシャン Marie-Anne Montchamp |          | 国民運動連合 共和国連帯 |                                                                  |
| エコロジー・持続可能開発・運輸・住宅大臣付 運輸担当副大臣                             |      | ティエリー・マリアニ Thierry Mariani            |          | 国民運動連合            | 運輸担当大臣への就任に伴い、 2011年6月29日退任                   |
| 経済・財務・産業大臣付 商業・手工業・中小企業・観光・サービス・自由業・消費担当副大臣 |      | フレデリック・ルフェーヴル Frédéric Lefebvre    |          | 国民運動連合            |                                                                  |
| 国防・退役軍人大臣付副大臣                                                            |      | マルク・ラフィヌール Marc Laffineur             |          | 国民運動連合            | 2011年6月29日任命                                                |
| 連帯・社会的団結大臣付 家族担当副大臣                                                 |      | クロード・グレフ Claude Greff                   |          | 国民運動連合            | 2011年6月29日任命                                                |
| 国民教育・青少年・市民生活大臣付 青少年・市民生活担当副大臣                           |      | ジャネット・ブグラーブ Jeannette Bougrab        |          | 国民運動連合            |                                                                  |
| 国務大臣・外務・ヨーロッパ問題大臣付 在外フランス人担当副大臣                         |      | ダヴィド・ドゥイエ David Douillet               |          | 国民運動連合            | 2011年6月29日任命 スポーツ大臣への就任に伴い、 2011年9月26日退任 |
| 国務大臣・外務・ヨーロッパ問題大臣付 在外フランス人担当副大臣                         |      | エドゥアール・クルティアル Édouard Courtial     |          | 国民運動連合            | 2011年9月28日任命                                                |

## 内閣改造等

### 2011年2月27日の内閣改造
2011年2月27日、チュニジアのジャスミン革命時の対応を巡って論争となり、ミシェル・アリヨ＝マリー国務大臣・外務・ヨーロッパ問題大臣が辞任した。アリヨ＝マリーの後任にはアラン・ジュペ国防・退役軍人大臣が任命され、ジュペの後任にはジェラール・ロンゲ元老院国民運動連合会派会長が任命された。
ブリス・オルトフー内務・海外県・海外領土・地方自治体・移民大臣が辞任し、後任にクロード・ゲアン大統領府事務総長が任命された。

### 2011年5月29日の人事
2011年5月29日、ジョルジュ・トロン公務員担当副大臣がセクハラで告訴され、辞任した。

### 2011年6月29日の内閣改造
2011年6月28日、クリスティーヌ・ラガルド経済・財務・産業大臣が国際通貨基金の専務理事に選出されたのに伴い、翌6月29日に内閣改造が行われた。
ラガルドの後任にはフランソワ・バロワン予算・公会計・公務員・国家改革大臣・政府報道官が任命され、バロワンの後任として、ヴァレリー・ペクレス高等教育・研究大臣が予算・公会計・国家改革大臣・政府報道官に、フランソワ・ソヴァデが公務員大臣にそれぞれ任命された。ペクレスの後任にはローラン・ヴォキエ・ヨーロッパ問題担当大臣が任命され、ヴォキエの後任にはジャン・レオネッティが任命された。
また、ティエリー・マリアニ運輸担当副大臣が運輸担当大臣に昇格した。
さらに、マルク・ラフィヌールが国防・退役軍人大臣付副大臣として、ダヴィド・ドゥイエが在外フランス人担当副大臣として、クロード・グレフが家族担当副大臣としてそれぞれ入閣した。

### 2011年9月26日の内閣改造
2011年9月25日、元老院議員選挙が行われ、左派勢力が勝利を収めた。翌9月26日に内閣改造が行われ、シャンタル・ジュアノ・スポーツ大臣が元老院議員としての職務に専念するため、辞任した。後任にはダヴィド・ドゥイエ在外フランス人担当副大臣が任命された。

### 2011年9月28日の人事
2011年9月28日、ドゥイエの後任として、エドゥアール・クルティアルが在外フランス人担当副大臣に任命された。

### 2012年2月22日の人事
2012年2月22日、大統領選挙に臨み、ニコラ・サルコジ大統領のスポークスマンでもあるナタリー・コシウスコ＝モリゼ・エコロジー・持続可能開発・運輸・住宅大臣が辞任した。エコロジー・持続可能開発・運輸・住宅大臣の職務はフランソワ・フィヨン首相が兼任することとなった。
また、ブノワ・アパリュ住宅担当副大臣が住宅担当大臣に昇格した。

## 構成
- 総辞職時点においては、フィヨン首相と国務大臣1人、大臣14人、大臣付大臣9人ならびに副大臣8人の合計33人の閣僚により構成されていた。
- フランスの内閣として初めて日曜日に組閣が行われた。2011年2月27日の内閣改造および2011年5月29日の人事も同様に日曜日に行われた。
- ミシェル・アリヨ＝マリー国務大臣・外務・ヨーロッパ問題大臣とパトリック・オリエ国会関係担当大臣は事実婚の夫婦であり、夫婦が揃って入閣を果たしたのは初めてのことである[注釈 2][15]。
- ミシェル・アリヨ＝マリーは女性として初めて外務大臣に任命された。
- 第2次フィヨン内閣から第3次フィヨン内閣への交代（首相は再任されたが、内閣総辞職が先行しているため、内閣改造とは異なる）は、与党国民運動連合党首[注釈 3]の交代[16]、国民議会における委員長2人[17]および与党会派会長[18]の交代、政府高官人事[19]ならびに大統領官房人事[20]と並行して行われた。